# Episodi di Simon & Simon (seconda stagione)
La seconda stagione della serie televisiva Simon & Simon è stata trasmessa in prima visione negli Stati Uniti d'America da CBS tra il 1982 e il 1983.
In Italia è stata trasmessa in prima visione da Italia 1.
| nº | Titolo originale                        | Titolo italiano                           | Prima TV USA     | Prima TV Italia |
| -- | --------------------------------------- | ----------------------------------------- | ---------------- | --------------- |
| 1  | Emeralds Are Not a Girl's Best Friend   | Gli smeraldi sono le mie pietre preferite | 5 ottobre 1982   |                 |
| 2  | Mike & Pat                              | Mike e Pat                                | 14 ottobre 1982  |                 |
| 3  | Guessing Game                           | La medium                                 | 21 ottobre 1982  |                 |
| 4  | Art for Arthur's Sake                   | Furto al museo navale                     | 28 ottobre 1982  |                 |
| 5  | The Ten Thousand Dollar Deductible      | Franchigia da 10.000 dollari              | 4 novembre 1982  |                 |
| 6  | Rough Rider Rides Again                 | Il ritorno del cowboy                     | 18 novembre 1982 |                 |
| 7  | Sometimes Dreams Come True              | Qualche volta i sogni si avverano         | 2 dicembre 1982  |                 |
| 8  | The Last Time I Saw Michael             | L'ultima volta che vidi Michael           | 9 dicembre 1982  |                 |
| 9  | Fowl Play                               | La partita truccata                       | 16 dicembre 1982 |                 |
| 10 | Thin Air                                | Sparito nel nulla                         | 30 dicembre 1982 |                 |
| 11 | Murder Between the Lines                | Delitti tra le pagine                     | 6 gennaio 1983   |                 |
| 12 | MPsyched Out                            | Esperimenti di laboratorio                | 13 gennaio 1983  |                 |
| 13 | Pirate's Key (1)                        | Covo del Pirata (Parte I)                 | 20 gennaio 1983  |                 |
| 14 | Pirate's Key (2)                        | Covo del Pirata (Parte II)                | 20 gennaio 1983  |                 |
| 15 | The Club Murder Vacation                | Vacanza al Club Assassini                 | 27 gennaio 1983  |                 |
| 16 | It's Only a Game                        | È solo un gioco                           | 3 febbraio 1983  |                 |
| 17 | A Design for Killing                    | Progetto per un omicidio                  | 10 febbraio 1983 |                 |
| 18 | The List                                | La lista                                  | 17 febbraio 1983 |                 |
| 19 | What's in a Gnome?                      | Che cosa fa uno gnomo                     | 24 febbraio 1983 |                 |
| 20 | The Secret of the Chrome Eagle          |                                           | 3 marzo 1983     |                 |
| 21 | Room 3502                               | Stanza 3502                               | 10 marzo 1983    |                 |
| 22 | Red Dog Blues                           | Red dog                                   | 24 marzo 1983    |                 |
| 23 | The Skeleton Who Came Out of the Closet | Lo scheletro uscito dall'armadio          | 31 marzo 1983    |                 |